# 彭大有
彭大有（1509年—？），字子謙，河南開封府陳州衛人，明朝政治人物。

## 生平
嘉靖十年（1531年）辛卯科河南鄉試第四十四名。嘉靖十四年（1535年）乙未科第二甲第二十八名進士。授户部主事，升郎中，宣大管粮，嘉靖二十三年（1544年）正月陞山西按察司副使。升陕西參政，二十七年六月以剿栾文盗等赏银币。

## 家族
曾祖彭慶，曾任千戶；祖父彭𨭉，曾任千戶；父彭言。母劉氏。具慶下。